# Santenay, Côte-d'Or
Santenay là một xã ở tỉnh Côte-d'Or trong vùng Bourgogne-Franche-Comté, phía đông nước Pháp. Khu vực này có độ cao trung bình mét trên mực nước biển.

## Dân số
| Năm | 1962 | 1968  | 1975  | 1982  | 1990  | 1999 | 2006 |
| --- | ---- | ----- | ----- | ----- | ----- | ---- | ---- |
| Dân số | 942  | 1 007 | 1 008 | 1 014 | 1 008 | 904  | 847  |
| From the year 1962 on: No double counting—residents of multiple communes (e.g. students and military personnel) are counted only once. |      |       |       |       |       |      |      |